# Municipio (napuljski metro)
Municipio je podzemna stanica metroa koja opslužuje liniju 1 napuljskog metroa, a u budućnosti će opsluživati liniju 6 sustava metroa. Nalazi se u četvrti Porto. Stanica je otvorena 2. lipnja 2015., a dodana je ranije otvorenom dijelu pruge.